# Dom przy ul. Piastów 21 w Nowej Rudzie
Dom przy ul. Piastów 21 w Nowej Rudzie – trzykondygnacyjny budynek mieszkalny, zlokalizowany w noworudzkim centrum, pomiędzy domami: nr 19 i nr 23. Pochodzi on z przełomu XVIII i XIX wieku. Był przebudowany w 1813 r. i w XX w. Charakterystyczną cechą tego budynku jest późnobarokowy szczyt kształtowany krzywymi wklęsło-wypukłymi, co było w Nowej Rudzie dużą rzadkością. Fasada budynku ozdobiona jest późnobarokowym szerokim kamiennym portalem z kluczem. Po lewej stronie wejścia znajduje się okno w kamiennym obramieniu zabezpieczone ręcznie kutą kratą.
Przy ul. Piastów znajduje się jeszcze kilka zabytkowych domów o numerach: 1, 5, 7, 19, 23, 25, 27.